# Zoedia longipes
Zoedia longipes är en skalbaggsart som beskrevs av Max Poll 1892. Zoedia longipes ingår i släktet Zoedia och familjen långhorningar. Inga underarter finns listade i Catalogue of Life.